# Elphos sauteri
Elphos sauteri är en fjärilsart som beskrevs av Louis Beethoven Prout 1914. Elphos sauteri ingår i släktet Elphos och familjen mätare. Inga underarter finns listade i Catalogue of Life.